# St. Peterborgs sidste dage
St. Peterborgs sidste dage (russisk: Конец Санкт-Петербурга, translit.: Konets Sankt-Peterburga) er en sovjetisk film fra 1927 af Vsevolod Pudovkin og Mikhail Doller.
Filmen er den anden film i Pudovkins "revolutionstrilogy", hvor den fulgte efter Moderen (1926); den tredje film i trilogien var Storm over Asien (1928).
Filmen havde dansk biografpremiere i Grand Teatret den 22. oktober 1928.

## Medvirkende
- Aleksandr Tjistjakov
- Vera Baranovskaja
- Ivan Tjuvelev
- Sergej Komarov
- Nikolaj Khmeljov